# Kúmskaia Dolina
Kúmskaia Dolina (en rus: Кумская Долина) és un poble (un possiólok) del krai de Stàvropol, a Rússia, que en el cens del 2010 tenia 1.155 habitants. Pertany al districte rural de Levokúmskoie.